# Obbligazione propter rem
L'obbligazione propter rem è un'obbligazione che si caratterizza per il rapporto di dipendenza tra obbligato e titolare del diritto di proprietà o di altro diritto reale sulla cosa. L'istituto di diritto italiano è frutto della ricostruzione dottrinale e giurisprudenziale.

## Natura dell'obbligazione
In questo tipo di obbligazione la persona del debitore può mutare (=ambulatorietà) in dipendenza dal rapporto di proprietà o di altro diritto reale in re aliena che viene a esistere tra il soggetto e una determinata cosa.
Debitore è la persona che si obbliga per le prestazioni dovute, che scaturiscono dal rapporto col bene.
La persona del debitore, quindi, si individua per relationem col bene.
L'obbligazione copre automaticamente, pur se nell'atto di acquisto nulla sia disposto al riguardo, anche le prestazioni anteriori all'acquisto della titolarità del dominio o del possesso del bene.
Tipico esempio di obligationes propter rem sono quelle scaturenti dal regolamento condominiale, riferibili non solo ai proprietari originariamente firmatari ma anche ai successivi loro aventi causa. Altri esempi sono costituiti dalle spese di godimento e conservazione del bene in comunione; dalle spese per la riparazione del muro comune; nonché dalle spese che il proprietario rimborsa al possessore del bene.
Essa dunque si trasmette, dal lato passivo, automaticamente da un soggetto a un altro con il trasferimento, a qualunque titolo, inter vivos o mortis causa, del diritto reale sottostante.
Analogamente, quando ha termine il diritto reale sulla cosa, cessando o trasferendosi la quota di comproprietà, l'enfiteusi o l'usufrutto, di regola cessa o si trasmette anche l'obbligazione conseguente.
La peculiarità, fermo restando che si tratta di rapporti privi di immediatezza e assolutezza in quanto pur sempre obbligatori, consiste in questa modalità di determinazione del soggetto passivo che è del tutto analoga alla caratteristica, tipica dei diritti reali, della cosiddetta sequela.
La giurisprudenza degli anni cinquanta riteneva che le parti potessero costituire pattiziamente obbligazioni reali, mentre oggi la tesi prevalente tende a escludere la costituzione di obbligazioni reali atipiche al di fuori del numero chiuso di figure previsto dalla legge.
Il problema è tuttora travagliato.

## Elementi comuni all'onere reale
L'obbligazione propter rem e l'onere reale hanno in comune:
- il necessario rapporto con la cosa;
- la sussistenza dell'obbligazione (o dell'onere) anche se questa è sorta prima dell'acquisto del diritto.

Alcuni autori ritengono che le obbligazioni od oneri reali hanno fondamento nel dovere di cooperazione tra proprietari o in esigenze di carattere generale (miglioramenti fondiari, difesa del suolo, ecc.). La giurisprudenza ne riconosce altre figure atipiche, ma l'argomento resta controverso; esse risponderebbero alle medesime esigenze fondamentali delle figure tipiche, essendo dirette a soddisfare esigenze di cooperazione o di tutela di interessi generali.

## Diritto romano
Di regola nel diritto romano i soggetti dell'obbligazione erano individualmente determinati: poteva accadere tuttavia che i soggetti fossero determinati solo in relazione a un rapporto reale, in quanto l'essere debitore o creditore dipendeva dal rapporto con un certo bene.
Erano obbligazioni di questo tipo (obligationes propter rem) quelle tutelabili con l'actio aquae pluviae arcendae, del solarium, del vectigal.
Nel diritto romano non erano ammessi i cosiddetti oneri reali, che ricollegavano arbitrariamente (mediante convenzione) le obbligazioni con i rapporti fondiari. Anche se qualcuno si obbligava a eseguire una prestazione in relazione a un fondo (ad es. dare una quantità periodica di frutti), quest'obbligo passa ai suoi eredi ma non ai successivi proprietari del fondo.